# Euladio de Almeida
Euladio de Almeida (São Paulo, ) é um pugilista brasileiro.
| 3 Vitórias (2 Nocautes), 0 Derrotas, 0 Empates |        |                        |       |              |            |                        |             |
| Resultado                                      | Cartel | Adversário             | Final | Round, Tempo | Data       | Local                  | Observações |
| Vitória                                        | 3-0    | Jose Carlos Dos Santos | PTS   | 8 (8)        | 1985-05-11 | Rio de Janeiro, Brasil |             |
| Vitória                                        | 2-0    | Hercilio Messias       | TKO   | 3 (10),      | 1982-03-19 | São Paulo, Brasil      |             |
| Vitória                                        | 1-0    | Jose Rodriguez         | TKO   | 7 (),        | 1978-11-07 | São Paulo, Brasil      |             |